# Giải Robert cho nữ diễn viên chính xuất sắc nhất
Giải Robert cho nữ diễn viên chính xuất sắc nhất là một giải của Viện Hàn lâm Phim Đan Mạch trao hàng năm cho nữ diễn viên chính của một phim Đan Mạch, được bầu chọn là xuất sắc nhất. Giải này được lập từ năm 1984.
Dưới đây là danh sách những người đoạt giải:

## Các người đoạt giải từ năm 1984–1999
| Năm  | Người đoạt giải      | Phim                                         |
| 1984 | Line Arlien-Søborg   | Skønheden og udyret                          |
| 1985 | Bodil Udsen          | Min farmors hus                              |
| 1986 | Stine Bierlich       | Ofelia kommer til byen                       |
| 1987 | Kirsten Lehfeldt     | Flamberede hjerter                           |
| 1988 | Stéphane Audran      | Babettes gæstebud                            |
| 1989 | Karina Skands        | Himmel og Helvede                            |
| 1990 | Ghita Nørby          | Dansen med Regitze                           |
| 1991 | Dorota Pomykala      | Kaj's fødselsdag                             |
| 1992 | Ghita Nørby          | Freud flytter hjemmefra (Freud Leaving Home) |
| 1993 | Anne Louise Hassing  | Kærlighedens smerte                          |
| 1994 | Sofie Gråbøl         | Sort høst                                    |
| 1995 | Kirsten Rolffes      | Riget                                        |
| 1996 | Puk Scharbau         | Kun en pige                                  |
| 1997 | Emily Watson         | Breaking the Waves                           |
| 1998 | Sidse Babett Knudsen | Lets Get Lost                                |
| 1999 | Bodil Jørgensen      | Idioterne                                    |

## Các người đoạt giải & các người được đề cử từ năm 2000
2000
Sidse Babett Knudsen – Den eneste ene
Rikke Louise Andersson – Bleeder
Iben Hjejle – Mifunes sidste sang
Mette Lisby – Klinkevals
Sofie Stougaard – Bornholms stemme
2001
Björk – Dancer in the Dark
Marianne Frost – Slip hestene løs
Bodil Jørgensen – Fruen på Hamre
Ghita Nørby – Her i nærheden
Anette Støvelbæk – Italiensk for begyndere
2002
Stine Stengade – Kira (En kærlighedshistorie)
Sofie Gråbøl – Grev Axel
Susanne Juhász – At klappe med een hånd
Sidse Babett Knudsen – Monas verden
Charlotte Munck – Shake It All About (En kort en lang)
2003
Paprika Steen – Okay
Maria Bonnevie – Jeg er Dina
Trine Dyrholm – P.O.V.
Sonja Richter – Open Hearts (Elsker dig for evigt)
Anne-Grethe Bjarup Riis – Halalabad Blues
2004
Birthe Neumann – Lykkevej
Iben Hjejle – Skagerrak
Susanne Juhász – Regel nr. 1
Stephanie Leon – Bagland
Sidse Babett Knudsen – Se til venstre, der er en Svensker
2005
Sofie Gråbøl – Lad de små børn
Laura Drasbæk – Familien Gregersen
Lena Endre – Dag og nat
Ann Eleonora Jørgensen – Forbrydelser
Sonja Richter – Villa paranoia
2006
Sofie Gråbøl – Anklaget
Lene Maria Christensen – Store planer
Trine Dyrholm – Fluerne på væggen
Bryce Dallas Howard – Manderlay
Birthe Neumann – Solkongen
2007
Trine Dyrholm – En Soap
Laura Christensen – Råzone
Lene Maria Christensten – Fidibus
Laura Bro – Rene hjerter
Sidse Babett Knudsen – Efter brylluppet
Anne-Grethe Bjarup Riis – Drømmen
2008
Noomi Rapace – Daisy Diamond
Rikke Louise Andersson – Hvid nat
Bodil Jørgensen – Hjemve
Julie Kolbech – Kunsten at græde i kor
Paprika Steen – Alien Teacher (Vikaren)
2009
Lene Maria Christensen – Frygtelig Lykkelig
Trine Dyrholm – Little Soldier (Lille soldat)
Rosalinde Mynster – To Verdener
Julie R. Ølgaard – Dig og mig
Paprika Steen – Den du frygter